# TV6 (Polen)

Logo van het Poolse televisiekanaal TV6

TV6 (Pools: Szóstka) is een Pools televisiekanaal dat toebehoorde aan Polskie Media (een dochteronderneming van Polsat Group). De zender werd gelanceerd op 30 mei 2011.
Het zusterkanaal is TV4, dat reeds bestaat sinds 2000.

## Zendschema
Het uitzendschema van TV6 bevat entertainment, realityseries en spelprogramma's, waarvan de Poolse versies zeer populair geworden zijn, alsook geanimeerde televisieseries voor kinderen, sport, sitcoms en muziek.